# Nils Saxonius
Nils Saxonius, född 9 mars 1683 i Kälvestens socken, död 11 februari 1745 i Björkebergs socken, var en svensk kyrkoherde i Björkebergs församling.

## Biografi
Nils Saxonius föddes 9 mars 1683 på Orrgärdet i Kälvestens socken. Han var son till torparen och hovskräddaren Jonas Nilsson Bruze och Kerstin persdotter. Saxonius studerade i Linköping och blev 1712 student vid Uppsala universitet. Han prästvigdes 18 februari 1713 och blev 1714 komminister i Kälvestens församling. Saxonius blev 1732 kyrkoherde i Björkebergs församling. Han avled 11 februari 1745 i Björkebergs socken. Ett epitafium över honom sattes upp i kyrkans kor.

### Familj
Saxonius gift sig första gången 21 april 1714 med Catharina Wallerstedt (1694–1740). Hon var dotter till kvartermästaren Johan Wallerstedt i Vallerstads socken. De fick tillsammans barnen Birgitta Catharina, Christina Maria (1717–1758), Jonas (1719–1724), Anna Elisabeth (1722–1722), Anna Lisa (1723–1724), Sara Helena (1726–1783), Johannes (1729–1788), Nils (1731–1773) och Anna Catharina (1734–1735).
Saxonius gifte sig andra gången 9 december 1740 med Maria Kihlman (1696–1771). Hon var dotter till en komminister i Skällviks socken. Maria Kihlman hade tidigare varit gift med kyrkoherden Carolus Spaak i Mogata socken och kyrkoherden Petrus Ollonberg i Godegårds socken.